# Nannostomus bifasciatus
Nannostomus bifasciatus är en fiskart som beskrevs av Hoedeman, 1954. Nannostomus bifasciatus ingår i släktet Nannostomus och familjen Lebiasinidae. Inga underarter finns listade i Catalogue of Life.